# Alexandre Müller
Pour les articles homonymes, voir Müller.
Alexandre Müller, né le 1er février 1997 à Poissy, est un joueur de tennis français, professionnel depuis 2014. Il est atteint de la maladie de Crohn particulièrement handicapante pour un sportif de haut-niveau.
Il joue sa première finale sur le circuit ATP au Grand Prix Hassan II de Marrakech en 2023 et remporte son premier tournoi à Hong Kong en 2025 en s'imposant en finale face au Japonais Kei Nishikori.

## Biographie

### 2017 à 2022. Progression au sein du circuit Challenger et top 150
Alexandre Müller participe pour la première fois au tableau principal d'un tournoi du Grand Chelem à Roland-Garros en 2017 grâce à une wild card. Alors âgé de 20 ans, il s'incline au premier tour face au Brésilien Thiago Monteiro après un combat de cinq sets (6-7, 6-2, 6-4, 6-7, 0-6). Il se qualifie par la suite dans le tableau principal de Roland-Garros en 2019, mais il perd de nouveau d'entrée face à Roberto Carballés Baena en 3 sets (4-6, 4-6, 2-6).|date=septembre 2023
En septembre 2019, il s'illustre en se hissant en finale du tournoi de Glasgow, où il s'incline assez largement face au Finlandais Emil Ruusuvuori (3-6, 1-6).
Il réalise son meilleur parcours en Grand Chelem en 2021 à l'Open d'Australie où il entre dans le tableau principal en tant que lucky loser. Il remporte son premier match en Grand Chelem en battant l'Argentin Juan Ignacio Londero en 4 manches (4-6, 6-3, 6-0, 6-3), avant de s'incliner au 2e tour face à la tête de série numéro 8, Diego Schwartzman (2-6, 0-6, 3-6).
Le 19 juin 2022, il remporte son premier titre Challenger au tournoi de Blois en battant le Serbe Nikola Milojević en finale sur le score de 7-6, 6-1. Cette victoire lui permet de se rapprocher du top 150 du classement ATP.

### 2023, 2024. Première finale ATP, deux titres en Challenger
En 2023, il est finaliste de son premier tournoi ATP 250 à Marrakech, et atteint la 71e place.
Avec son club Blanc-Mesnil Sport Tennis, il remporte le championnat de France interclubs en 2023.
En 2024, il bat Andrey Rublev, en 16e de finale du Masters de Rome.
Il remporte face à l'italien Luca Nardi son premier match en tableau principal à Roland-Garros en trois manches (6-4, 6-1, 6-3).

### 2025.1ertitreATP à Hong Kong et finale à Rio
En janvier 2025, il dispute le tournoi de Hong Kong sans être tête de série. Il réussit l'exploit de remonter un set de retard à chacun de ses matchs, d'abord contre le qualifié Marc-Andrea Hüsler (2-6, 6-4, 6-3), puis face au Serbe Miomir Kecmanović (5-7, 7-6, 7-6) où il sauve deux balles de match ainsi que contre son jeune compatriote Arthur Fils (3-6, 6-3, 6-1) et face à l'Espagnol Jaume Munar (4-6, 7-6, 6-4). Sa série continue en finale contre l'ancien numéro quatre mondial Kei Nishikoride retour sur le circuit (2-6, 6-1, 6-3) ce qui lui permet de remporter son premier titre en carrière à 27 ans, devenant le troisième joueur de l'histoire de l'ATP après Arthur Ashe et Alexander Bublik à remporter un tournoi en ayant perdu à chaque fois la première manche. C'est également le premier Français vainqueur dans l'histoire du tournoi.
Battu au premier tour de l'Open d'Australie, il poursuit sa saison avec la tournée sud-américaine sur terre battue. Il atteint pour la première fois de sa carrière la finale d'un ATP 500 à Rio de Janeiro en éliminant sur sa route la jeune pépite brésilienne Joao Fonseca (6-1, 7-6), puis les Argentins Tomas Martin Etcheverry (7-5, 7-6), Francisco Cerundolo (7-5, 6-1) et Francisco Comesana (7-5, 6-7, 6-3), tombeur de Zverev au tour précédent et affronte en finale le tenant du titre Sebastian Baez. Il cède contre le tenant du titre (2-6, 3-6).

## Palmarès

### Titre en simple
| No | Date       | Nom et lieu du tournoi                         | Catégorie | Dotation  | Surface    | Finaliste     | Score         |          |
| -- | ---------- | ---------------------------------------------- | --------- | --------- | ---------- | ------------- | ------------- | -------- |
| 1  | 30-12-2024 | Bank of China Hong Kong Tennis Open, Hong Kong | ATP 250   | 680 140 $ | Dur (ext.) | Kei Nishikori | 2-6, 6-1, 6-3 | Parcours |

### Finales en simple
| No | Date       | Nom et lieu du tournoi                      | Catégorie | Dotation    | Surface      | Vainqueur               | Score          |          |
| -- | ---------- | ------------------------------------------- | --------- | ----------- | ------------ | ----------------------- | -------------- | -------- |
| 1  | 03-04-2023 | Grand-Prix Hassan II, Marrakech             | ATP 250   | 562 815 €   | Terre (ext.) | Roberto Carballés Baena | 6-4, 63-7, 2-6 | Parcours |
| 2  | 17-02-2025 | Rio Open presented by Claro, Rio de Janeiro | ATP 500   | 2 100 230 $ | Terre (ext.) | Sebastián Báez          | 6-2, 6-3       | Parcours |

## Palmarès sur le circuit Challenger

### Titres en simple
| # | Date       | Tournoi                                    | Surface             | Adversaire           | Score          |
| - | ---------- | ------------------------------------------ | ------------------- | -------------------- | -------------- |
| 1 | 19-06-2022 | Internationaux de Tennis de Blois, Blois   | Terre battue (ext.) | Nikola Milojević     | 7-63, 6-1      |
| 2 | 24-06-2023 | Emilia-Romagna Tennis Cup, Montechiarugolo | Terre battue (ext.) | Francesco Maestrelli | 6-1, 6-4       |
| 3 | 04-08-2024 | San-Marino tennis Open, Saint-Marin        | Terre battue (ext.) | Tseng Chun-hsin      | 6-3, 4-6, 7-63 |

### Finales en simple
| # | Date       | Tournoi                    | Surface             | Adversaire           | Score         |
| - | ---------- | -------------------------- | ------------------- | -------------------- | ------------- |
| 1 | 16-09-2019 | Murray Trophy, Glasgow     | Dur (int.)          | Emil Ruusuvuori      | 3-6, 1-6      |
| 2 | 05-03-2023 | Texas Tennis Classic, Waco | Dur (ext.)          | Aleksandar Kovacevic | 3-6, 6-4, 2-6 |
| 3 | 10-06-2024 | Open Sopra Steria, Lyon    | Terre battue (ext.) | Hugo Gaston          | 2-6, 6-1, 1-6 |

## Parcours en Grand Chelem

### En simple
| Année | Open d'Australie | Open d'Australie   | Internationaux de France | Internationaux de France | Wimbledon       | Wimbledon        | US Open         | US Open          |
| ----- | ---------------- | ------------------ | ------------------------ | ------------------------ | --------------- | ---------------- | --------------- | ---------------- |
| 2017  | —                | —                  | 1er tour (1/64)          | Thiago Monteiro          | —               | —                | —               | —                |
| 2018  | —                | —                  | Q3                       | Casper Ruud              | —               | —                | —               | —                |
| 2019  | —                | —                  | 1er tour (1/64)          | R. Carballés Baena       | —               | —                | —               | —                |
| 2020  | Q2               | Mohamed Safwat     | Q2                       | Dustin Brown             | —               | —                | —               | —                |
| 2021  | 2e tour (1/32)   | Diego Schwartzman  | Q1                       | Peter Gojowczyk          | Q1              | Alejandro Tabilo | Q1              | Jiří Lehečka     |
| 2022  | Q1               | Tomás Barrios Vera | Q2                       | Franco Agamenone         | Q2              | Rinky Hijikata   | Q1              | Brandon Holt     |
| 2023  | Q3               | Hsu Yu-Hsiou       | 1er tour (1/64)          | Jannik Sinner            | 2e tour (1/32)  | Carlos Alcaraz   | 1er tour (1/64) | Novak Djokovic   |
| 2024  | 1er tour (1/64)  | Hugo Grenier       | 2e tour (1/32)           | Matteo Arnaldi           | 2e tour (1/32)  | Daniil Medvedev  | 2e tour (1/32)  | Alexander Zverev |
| 2025  | 1er tour (1/64)  | Nuno Borges        | 1er tour (1/64)          | Jakub Menšík             | 1er tour (1/64) | Novak Djokovic   |                 |                  |

N.B. : à droite du résultat se trouve le nom de l'ultime adversaire.

### En double messieurs
| Année | Open d'Australie                                                              | Open d'Australie                                                                       | Internationaux de France                                                            | Internationaux de France                                                     | Wimbledon | Wimbledon | US Open                                                                            | US Open |
| ----- | ----------------------------------------------------------------------------- | -------------------------------------------------------------------------------------- | ----------------------------------------------------------------------------------- | ---------------------------------------------------------------------------- | --------- | --------- | ---------------------------------------------------------------------------------- | ------- |
| 2018  | —                                                                             | —                                                                                      | 1er tour (1/32) C. Denolly \|\| style="text-align:left;" \| R. Klaasen M. Venus     | —                                                                            | —         | —         | —                                                                                  |         |
|       |                                                                               |                                                                                        |                                                                                     |                                                                              |           |           |                                                                                    |         |
| 2023  | —                                                                             | —                                                                                      | —                                                                                   | —                                                                            | —         | —         | 1er tour (1/32) S. Ofner \|\| style="text-align:left;" \| Vasil Kirkov Denis Kudla |         |
| 2024  | 2e tour (1/16) S. Ofner \|\| style="text-align:left;" \| K. Krawietz Tim Pütz | 1er tour (1/32) L. Sanchez \|\| style="text-align:left;" \| R. Haase van de Zandschulp | 1er tour (1/32) F. Díaz Acosta \|\| style="text-align:left;" \| S. Gillé J. Vliegen | 1er tour (1/32) S. Ofner \|\| style="text-align:left;" \| A. Mies J-P. Smith |           |           |                                                                                    |         |

N.B. : le nom du partenaire se trouve sous le résultat ; les noms des ultimes adversaires se trouvent à droite.

## Parcours dans les Masters 1000
| Année | Indian Wells        | Miami                | Monte-Carlo         | Madrid            | Rome                   | Canada          | Cincinnati           | Shanghai              | Paris                 |
| ----- | ------------------- | -------------------- | ------------------- | ----------------- | ---------------------- | --------------- | -------------------- | --------------------- | --------------------- |
| 2023  | —                   | —                    | —                   | —                 | 2e tour C. Norrie      | —               | —                    | 1er tour M. Kukushkin | 1er tour R. Safiullin |
| 2024  | 2e tour G. Dimitrov | 1er tour Kwon S.     | —                   | —                 | 1/8 de finale N. Jarry | —               | —                    | 3e tour S. Tsitsipás  | —                     |
| 2025  | 1er tour T. Seyboth | 2e tour F. Cerúndolo | 2e tour D. Medvedev | 3e tour F. Tiafoe | 2e tour S. Tsitsipás   | 3e tour H. Rune | 1er tour J. Brooksby |                       |                       |

N.B. : sous le résultat se trouve le nom de l’ultime adversaire.

## Victoires sur le top 10
Toutes ses victoires sur des joueurs classés dans le top 10 de l'ATP lors de la rencontre.
| Légende      |
| Grand Chelem |
| Masters      |
| Masters 1000 |
| ATP 500      |
| ATP 250      |
| Coupe Davis  |

| # | A.M.   | Tournoi  | Année | Surface      | Adversaire       | Rang | Tour | Score          |
| - | ------ | -------- | ----- | ------------ | ---------------- | ---- | ---- | -------------- |
| 1 | no 109 | Rome     | 2024  | Terre battue | Andrey Rublev    | no 6 | 1/16 | 3-6, 6-3, 6-2  |
| 2 | no 40  | Hambourg | 2025  | Terre battue | Alexander Zverev | no 3 | 1/8  | 6-3, 4-6, 7-65 |

## Classements ATP de fin de saison
| Année          | 2013 | 2014 | 2015 | 2016 | 2017 | 2018 | 2019 | 2020 | 2021 | 2022 | 2023 | 2024 |
| Rang en simple | 1302 | 1357 | 695  | 393  | 309  | 364  | 235  | 207  | 221  | 162  | 81   | 67   |
| Rang en double | 1544 | –    | 985  | 457  | 611  | 942  | 396  | 461  | 418  | 428  | 820  | 263  |

Source : (en) Classements de Alexandre Müller sur le site officiel de la Fédération internationale de tennis